# Gran Premi de Frankfurt 2017
El Gran Premi de Frankfurt 2017 fou la 55a edició del Gran Premi de Frankfurt. Es disputà l'1 de maig de 2017 sobre un recorregut de 217,7 km. La cursa formava part per primera vegada de l'UCI World Tour
El vencedor final fou el noruec Alexander Kristoff (Katusha-Alpecin) que s'imposa al seu company d'equip Rick Zabel i a John Degenkolb (Trek-Segafredo). Fou la tercera victòria consecutiva del ciclista escandinau, en aquesta prova.

## Equips
| WorldTeams (11)- AG2R La Mondiale - BMC Racing Team - Bora-Hansgrohe - Cannondale-Drapac - Lotto-Soudal - Quick-Step Floors - UAE Team Emirates - Katusha-Alpecin - Lotto NL-Jumbo - Team Sunweb - Trek-Segafredo Equips continentals professionals (8)- Aqua Blue Sport - CCC Sprandi Polkowice - Gazprom-RusVelo - Roompot-Nederlandse Loterij - Sport Vlaanderen-Baloise - Verandas Willems-Crelan - WB-Veranclassic-Aqua Protect - Wanty-Groupe Gobert Equip nacional- Alemanya |
| |

## Classificació final
| \| Classificació general \| Classificació general \| Classificació general \| Classificació general \| Classificació general \| \| Corredor \| Corredor \| Equip \| Temps \| \| \| --------------------- \| ------------------------------- \| --------------------------- \| --------------------- \| --------------------- \| \| 1r \| Alexander Kristoff \| Katusha-Alpecin \| 5h 29' 32" \| \| \| 2n \| Rick Zabel \| Katusha-Alpecin \| + 0" \| \| \| 3r \| John Degenkolb \| Trek-Segafredo \| + 0" \| \| \| 4t \| Jean-Pierre Drucker \| BMC Racing Team \| + 0" \| \| \| 5è \| Pim Ligthart \| Roompot-Nederlandse Loterij \| + 0" \| \| \| 6è \| Juan José Lobato del Valle \| LottoNL-Jumbo \| + 0" \| \| \| 7è \| Jasper Stuyven \| Trek-Segafredo \| + 0" \| \| \| 8è \| Maximiliano Richeze Araquistain \| Quick-Step Floors \| + 0" \| \| \| 9è \| Michel Kreder \| Aqua Blue Sport \| + 0" \| \| \| 10è \| Ben Swift \| UAE Team Emirates \| + 0" \| \| |                                 |                             |            |
| |                                 |                             |            |
| Font: ProCyclingStats |                                 |                             |            |
| Classificació general |                                 |                             |            |
| Corredor | Corredor                        | Equip                       | Temps      |
| 1r | Alexander Kristoff              | Katusha-Alpecin             | 5h 29' 32" |
| 2n | Rick Zabel                      | Katusha-Alpecin             | + 0"       |
| 3r | John Degenkolb                  | Trek-Segafredo              | + 0"       |
| 4t | Jean-Pierre Drucker             | BMC Racing Team             | + 0"       |
| 5è | Pim Ligthart                    | Roompot-Nederlandse Loterij | + 0"       |
| 6è | Juan José Lobato del Valle      | LottoNL-Jumbo               | + 0"       |
| 7è | Jasper Stuyven                  | Trek-Segafredo              | + 0"       |
| 8è | Maximiliano Richeze Araquistain | Quick-Step Floors           | + 0"       |
| 9è | Michel Kreder                   | Aqua Blue Sport             | + 0"       |
| 10è | Ben Swift                       | UAE Team Emirates           | + 0"       |